# 大地康雄
大地 康雄（だいち やすお、1951年11月25日 - ）は、日本の俳優。熊本県熊本市生まれ。所属事務所はパイプライン。本名、下地 常雄。
父親は沖縄県宮古島市伊良部（旧・宮古郡伊良部町）出身。母親は宮古島市城辺（旧・宮古郡城辺町）出身。

## 来歴・人物
石垣教育区立石垣中学校、琉球政府立八重山商工高等学校で生徒会長。卒業後、集団就職で上京する。最初は葛飾区のスーパーで働いていたが、同じ沖縄組の同僚が俳優になる為にオーディションを受けると言った為、自分も一緒にオーディションを受けることにした。そのオーディションで大地は受かったのだが、「俳優になるなんて夢のまた夢」という思いがあった為、その時は本格的に俳優を目指そうとは思わなかった。その後、葛飾区のスーパーをやめ、銀座のスーパーで経営事務をするが、体を使わないデスクワークが合わず1年で見切りをつけて辞め、これを機に本格的に俳優を目指すことを決意。そしてその頃、偶然アルバイトで行った先が伊藤雄之助宅であったため、「弟子にしてくれ」と7回通って懇請し、晴れて弟子入りが許され付き人となる。
1979年、木下惠介監督『衝動殺人 息子よ』で映画デビュー。
1983年、『深川通り魔殺人事件』（同名事件を基にしたノンフィクション）の主役の殺人犯役を演じ、注目される。
1987年、『マルサの女』の伊集院役でブレイク（当初、この役は川谷拓三がキャスティングされていたが、川谷とスタッフの間で不和が生じて川谷は降板し、その代役として回ってきた役で、『深川通り魔殺人事件』の再放送をたまたま見ていた伊丹が抜擢したもの で、ガサ入れシーンで見せる喜怒の落差等の演技は、監督の伊丹十三を「さすが苦労人!」と大いに満足させた）。
その後、『バカヤロー!』で毎日映画コンクール男優助演賞を受賞した。
1991年、『太平記』で主人公・足利尊氏の側近である一色右馬介役で第一話から最終話まで出演した。同年、第28回ギャラクシー賞・テレビ部門個人賞を受賞。
テレビドラマ版『お父さんは心配症』では一人娘を心配するあまりボーイフレンドを縛り上げたり火であぶったりしようとする過激で変態的な父親光太郎役を怪演した。
インタビューでは｢僕には息子しかいないから娘がいたらこんなに可愛い感じなのかな｣と娘の典子役の持田真樹に目を細めていた。
2005年には、企画・脚本・製作総指揮・主演の1人4役をつとめた映画『恋するトマト』を公開した。
2013年には、企画・主演をした映画『じんじん』を公開した。
2014年7月より、株式会社パイプライン（所在地：東京都港区南麻布）へ移籍。

## 出演

### 映画
- 衝動殺人 息子よ（1979年）
- さらば愛しき人よ（1987年） - 浦田力夫
- マルサの女（1987年） - 伊集院
- ビー・バップ・ハイスクール 高校与太郎狂騒曲（1987年） - 戸塚
- 新宿純愛物語（1987年） - 田崎刑事
- マルサの女2（1988年） - 伊集院
- ラスト・キャバレー（1988年） - 柊信太郎
- ぼくらの七日間戦争（1988年） - 野沢
- バカヤロー! 私、怒ってます 第三話 運転する身になれ!（1988年） - 主演・益子雅久
- ビー・バップ・ハイスクール 高校与太郎音頭（1988年） - 蟹江
- ほんの5g（1988年） - 田野倉
- ジュリエット・ゲーム（1989年） - モーターボートの運転手
- Aサインデイズ（1989年、大映） - 与那覇
- 夢見通りの人々（1989年） - 辰己竜一
- 砂の上のロビンソン（1989年） - 主演・木戸周平
- 病院へ行こう（1990年） - 如月十津夫
- ミンボーの女（1992年） - 鈴木勇気
- ラブ・レター（1998年） - 穴吹樟雄
- 恋するトマト（2005年） - 主演・野田正男 〈企画・脚本・製作総指揮も担当〉
- 蟬しぐれ（2005年） - 青木孫蔵
- 武士の一分（2006年） - 玄斎
- 檸檬のころ（2007年） - 白田恵の父
- 星砂の島のちいさな天使 〜マーメイドスマイル〜（2010年6月） - おじい
- レオニー（2011年） - 大工の棟梁
- じんじん（2013年） - 主演・立石銀三郎 役および企画
- 浪江町消防団物語「無念」（2016年） ※声の出演
- サバイバルファミリー（2017年） - 田中善一
- じんじん～其の二～（2017年） - 主演・立石銀三郎 役及び企画
- ラストレシピ〜麒麟の舌の記憶〜（2017年） - 鈴木太一
- 決算!忠臣蔵 (2019年)　- 奥野将監

### テレビドラマ
NHK
- 大河ドラマ
  - 獅子の時代（1980年、大地常雄名義） - 会津藩兵
  - 太平記（1991年） - 一色右馬介
  - 江〜姫たちの戦国〜 （2011年） - 柴田勝家
- 凍える牙（2001年）
- ガラス色の恋人（2009年2月） - 高嶺章造
- 松本清張ドラマスペシャル「顔」（2009年12月29日） - 田村刑事
- 土曜ドラマ「チャンス」（2010年） - 寺山俊夫
- 開拓者たち（2012年） - 早坂吾平
- よる★ドラ「本日は大安なり」（2012年） - 岩倉紘一郎
- プレミアムドラマ「命のあしあと」（2013年） - 村木耕三
- 土曜ドラマ「島の先生」（2013年） - 園田一徹
- ドラマ10「サイレント・プア」（2014年） - 木下和男
- 鴨川食堂 第4話（2016年1月31日） - 窪山秀治
- BS1スペシャル「メガプロジェクト 開拓者たちの決断「新幹線の父 不屈の闘い」」（2016年） - 十河信二
- BSプレミアム 荒神（2018年2月17日） - 源一 [8]
- 風の向こうへ駆け抜けろ（2021年12月18日、25日） - 蟹江茂貞[9]

日本テレビ
- 火曜サスペンス劇場
  - 松本清張の坂道の家（1983年2月8日、大地常雄名義） - 南
  - 松本清張スペシャル 一年半待て（1984年5月22日） - 工事現場の作業員
  - 結婚（1986年6月3日）
  - 妻愛人同伴殺人ツアー（1987年7月21日） - 塩沢
  - 霊感を売る女たち（1987年11月10日）
  - 1999年末スペシャル 弁護士・朝日岳之助「再審」（1999年12月28日） - 池ノ上禄郎
  - 刑事・鬼貫八郎シリーズ（1993年 - 2005年、全18作） - 主演・鬼貫八郎
- 星雲仮面マシンマン 第6話「私・ママの子供?」（1984年） - 美佐のニセ父親
- 刑事物語'85 第6話「妻と夫の間」（1985年）
- 太陽の犬（1988年2月 - 3月） - 重森
- ハロー!グッバイ（1989年4月 - 9月） - 東郷平九郎署長
- 引っ越せますか（1993年7月 - 9月） - 主演・池渕五輔
- 24時間テレビ 愛は地球を救う45「無言館」（2022年8月27日） - 日高稔典 役[10]

TBS
- 3年B組金八先生 第1シリーズ第21話「受験戦争に消えた命」（1980年・大地つね夫名義） - カメラマン
- 噂の刑事トミーとマツ 第65話（1981年・大地常雄名義） - 神社のチンピラ
- 下り特急「富士」殺人事件（1983年10月29日・大地常雄名義） - 小田切正
- スーパーポリス 第10話「フラッシュダンス殺人事件」（1985年）
- ウルトラマンをつくった男たち 星の林に月の舟（1989年3月21日） - 高田特技監督
- 丘の上の向日葵（1993年4月 - 6月）
- 交通刑務官シリーズ(1995年、1996年の2作、月曜ドラマスペシャル)
- 弁護士・迫まり子の遺言作成ファイル4（2002年、月曜ミステリー劇場） - 沢田泰雄
- 女タクシードライバーの事件日誌  第2作「作られた目撃者」（2004年） - 遠藤泰造
- 月曜ゴールデン
  - 笑顔〜15年目の嘘〜（2009年12月7日） - 多田野敦夫
  - 捜し屋★諸星光介が走る!6（2011年11月21日） - 木村慎平
  - 女取調官3（2014年8月18日） - 赤坂雄一郎
- クロコーチ（2013年10月 - 12月） - 薬師寺誠
- ウロボロス〜この愛こそ、正義。 第4話（2015年2月2日） - 坂東士郎

フジテレビ
- 闇を斬れ 第12話「この世の見納め生き観音」（1981年・大地常雄名義） - 正八
- オレの妹急上昇（1987年 - 1988年） - 風呂沢監督
- 北の国から'92巣立ち（1992年5月） - 加納金次
- 明るい家族計画（1995年1月） - 主演・坂巻彦太郎
- 金曜エンタテインメントはぐれ泥棒石川悟郎人情事件帳（2011年） - 主演・石川悟郎
- トレース〜科捜研の男〜（2019年） - 鶴見茂

テレビ朝日
- それゆけ！レッドビッキーズ 第19話「おめでとう白雪姫」（1981年） - マリンスノーズ監督・ながやま
- 部長刑事（1982年 - 1983年、大地常雄名義） - 大地刑事
- 特捜最前線
  - 第302話「始発電車にあった死体!」（1983年・大地常雄名義） - ホットドッグ屋
  - 第411話「ニューナンブ38口径の謎!」（1985年） - 浦尾
  - 第450話「前略、神代課長様・天使からの告発状!」（1986年・太地康雄名義） - 勝田
  - 第507話「橘警部・哀愁の十字架」（1987年）
- 月曜ワイド劇場・深川通り魔殺人事件（1983年） - 主演・川村軍平
- 宇宙刑事シャイダー 第12話「百点源太の正体?」（1984年） - 源太の父
- 巨獣特捜ジャスピオン 第38話「姉ちゃんが変だ！ワッペン作戦の怪奇」（1986年） - 美紀・裕一の父
- 暴れん坊将軍II 第151話「あゝ、嫁入り志願三人娘!」（1986年） - 小出三四郎
- 東京湾ブルース（1990年） - 甚平
- お父さんは心配症（1994年4月 - 5月） - 主演・佐々木光太郎
- 新・京都迷宮案内4（2007年）
- 土曜ワイド劇場・女刑事・左近山響子（2011年） - 郷田直一
- ドラマスペシャル 警視庁失踪人捜査課（2011年12月24日） - 中川敏夫
- おトメさん（2013年） - 呉竹次郎
- ミステリースペシャル「事件18」（2017年10月5日） - 岩淵君夫
- 刑事7人（2019年） - 宗片幸一

テレビ東京
- 女と愛とミステリー
  - 松本清張没後10年特別企画・家紋（2002年8月21日） - 松野滋
  - 松本清張特別企画・喪失の儀礼（2003年12月3日） - 大塚利夫
  - 松本清張特別企画・黒い画集〜紐（2005年1月12日） - 田村聡介
- 水曜ミステリー9
  - 警視庁黒豆コンビ（2005年 - ） - 主演・黒田憲造
  - トカゲの女 警視庁特殊犯罪バイク班（2014年11月26日 - ） - 郷田修平
- 新春ワイド時代劇 徳川風雲録 八代将軍吉宗（2008年1月2日） - 雲霧仁左衛門
- 刺客請負人 第2シリーズ 第5話「狙われた軍用金」（2008年8月22日） - 竹本屋庄之助
- Friend-Ship Project ～君が教えてくれた夢～（2011年3月12日 - 4月1日） - 古川裕也
- 向田邦子ドラマスペシャル 「蛇蝎のごとく」（2012年3月14日） - 梅本庄治
- ドラマスペシャル 「刑事」（2014年3月26日） - 寺崎周二
- 松本清張特別企画・共犯者（2015年9月30日、テレビ東京） - 島尾健作
- 警視庁強行犯係 樋口顕Season2　第1話 贖罪（2022年7月15日、テレビ東京） - 元刑事・宮前大樹

WOWOW
- 連続ドラマW「配達されたい私たち」（2013年6月2日） - 猪狩春晃

### テレビ紀行
NHK
- 新日本風土記「奥の細道」（2012年8月31日） - 朗読[11]

読売テレビ放送
- 遠くへ行きたい（2011年7月10日） - 伊良部 オヤジのいた島

### CM
- 学生援護会 転職情報誌「DODA」（1989年、イッセー尾形と共演）
- サントリー ギフトCM（1991年）
- トヨタ・コルサ
- ヤマキ
  - カツオパック
  - めんつゆ
- ユピテル コードレス留守番電話 (1992年)
- JR東海「日本を休もう」キャンペーン（1993年）
- ライオン 「クリニカ・8020運動」
- NEC・PC-9821シリーズ
  - 98MATE
  - 98NOTE
  - 98MULTi CanBe（有田気恵と共演）
- 吉野家
- 中部電力
- 大鵬薬品
  - チオビタドリンク（1993 - 1995年葉月里緒菜と、1996 - 1997年仲間由紀恵と共演）
  - ソルマック
- 国民健康保険（沖縄県内ローカル）
- DHL
- 東京ガス（2007年）
- オリオンビール「お歳暮 人結びギフト篇」（2007年）
- あいプラン　やわらぎ斎場「葬儀の見積り篇・喪服が無い篇・葬儀のお花篇」（北海道内ローカル）（2015年 - ）
- 白山御廟 (2020年 - )

### 舞台
- リチャード三世（2000年）